# Richard Dunthorne
Richard Dunthorne (1711–3 de marzo de 1775) fue un astrónomo y topógrafo británico, que trabajó en Cambridge como ayudante astronómico y científico de Roger Long. Es reconocido como el introductor de la trigonometría esférica en los almanaques náuticos, realizando importantes aportaciones a los procedimientos del cálculo de la longitud geográfica en alta mar observando efemérides lunares.

## Semblanza
Dunthorne nació en circunstancias humildes en Ramsey, Cambridgeshire, donde se educó en una escuela de letras gratuita. Desde allí atrajo la atención de Roger Long (posteriormente su maestro en Pembroke Hall, Cambridge), quien se convirtió en protector del joven Dunthorne.  Trasladado a Cambridge, donde trabajó como sirviente ("footboy") y recibió una educación más completa (aunque lejos de la educación universitaria regular). Dunthorne entonces "se hizo cargo" de una escuela preparatoria en Coggeshall, Essex, y más tarde regresó a Cambridge donde Long conseguirle una recomendación como "butler" (mayordomo) en Pembroke Hall, empleo que Dunthorne mantuvo durante el resto de su vida. Su principal actividad parece que fue el asistir a Long en su trabajo astronómico y científico.
Dunthorne también simultaneó su trabajo en Cambridge con el cargo de superintendente topográfico de la Bedford Level Corporation, empresa responsable de la administración del agua en Fens (al menos desde 1761 hasta los años 1770).  En esta función, Dunthorne intervino en un estudio de campo sobre los humedales (denominados  "fens") de Cambridgeshire, y en la supervisión de la construcción de las represas cercanas a Chesterton en el Río Cam.
La asociación de Dunthorne con Long duró de por vida, siendo el propio Dunthorne el albacea testamentario de Long.

## Tablas lunares
Dunthorne publicó un libro de tablas astronómicas en 1739 titulado "Practical Astronomy of the Moon: or, new Tables... Exactly constructed from Sir Isaac Newton's Theory, as published by Dr Gregory in his Astronomy, London & Oxford, 1739" (Astronomía Práctica de la Luna: o, nuevas Tablas... Exactamente construidas a partir de la teoría de Sir Isaac Newton, como las publicadas por el Dr. Gregory en su Astronomía, Londres & Oxford, 1739).  Estas tablas fueron calculadas a partir de la teoría lunar de Isaac Newton de 1702, para facilitar una comprobación de la teoría newtoniana.
En una carta de 1746 al mantenedor del Museo Woodwardian de Cambridge, Dunthorne escribió: "Después de haber comparado numerosas observaciones modernas realizadas en situaciones diferentes de la Luna y de su Órbita con respecto al Sol, con la teoría newtoniana... procedí a examinar el movimiento medio de la Luna, de su apogeo, y nodos, para ver si estaban bien representados por las tablas para cualquier número considerable de años . . . "
Basándose en sus observaciones, Dunthorne propuso algunos ajustes de los términos numéricos de la teoría.

## Aceleración de la Luna
Dunthorne es particularmente recordado por su estudio del fenómeno del cambio de velocidad aparente de la Luna en su órbita. Edmund Halley aproximadamente en 1695 ya había sugerido (basándose en la comparación entre observaciones contemporáneas por un lado y registros cronométricos de eclipses antiguos por otro), que la Luna se estaba acelerando gradualmente en su órbita.  (ni en la época de Halley ni en la de Dunthorne se sabía que de hecho lo que se está produciendo es una reducción del índice de rotación de la Tierra – véase Tiempo de efemérides.) Los cálculos de Dunthorne, basados en parte en registros de antiguos eclipses, confirmaron la aceleración aparente; siendo el primero en cuantificar este efecto, con un valor de (+10 segundos de arco/siglo2) en términos de diferencia de longitud lunar. Su estimación no está lejos de valores obtenidos en cálculos posteriores (por ejemplo, Lalande en 1786 dio un valor de 13" más de un siglo más tarde.)

## Observaciones y publicaciones astronómicas
Dunthorne publicó artículos en las Transacciones Filosóficas, incluyendo "On the motion of the Moon" (Sobre el movimiento de la Luna) (1746), "On the acceleration of the Moon" (Sobre la aceleración de la Luna) (1749), y la carta "Concerning comets" (Respecto a los cometas) en 1751. Observó el tránsito de Venus en 1761 y 1769, y también publicó tablas del movimiento de los satélites de Júpiter en 1762.

## Trabajo para el Almanaque Náutico
El 18 de julio de 1765 la Junta de Longitud (eficazmente dirigida por Nevil Maskelyne) nombró a Dunthorne como primer "Comparador de Efemérides y Corrector de las Pruebas" para el (por entonces todavía futuro) Almanaque Náutico y de Efemérides Astronómicas. Los primeros datos se publicaron en el año 1767, marcando un hito al proporcionar herramientas de cálculo que permitían a los marinos el utilizar observaciones lunares para determinar su longitud en el mar. Dunthorne trabajó como único comparador durante las tres primeras ediciones del almanaque (con datos para 1767, 1768 y 1769), y después continuó colaborando hasta 1776 dentro del equipo de comparadores que se formó.
También contribuyó a desarrollar un método para mejorar las observaciones lunares náuticas evitando los efectos de la refracción y del paralaje, con el propósito de determinar con mayor precisión la longitud en el mar. Maskelyne incluyó este procedimiento en sus Tablas de requisitos para ser utilizados con las Efemérides Náuticas, un volumen accesorio publicado para acompañar al Almanaque Náutico. También se sabe que en 1772 recibió de la Comisión de las Longitudes un premio de 50 libras por su contribución para acortar los cálculos tediosos implicados en "precisar la distancia lunar" (al mismo tiempo se otorgó una recompensa similar a Israel Lyons (1739–1775), por desarrollar un método alternativo con el mismo propósito). Posteriormente se añadieron nuevas mejoras, incorporadas en el "Método Dunthorne mejorado", que fue incluido en la edición del almanaque de 1802.
En esta área de la navegación celeste, Dunthorne ha sido reconocido como el primero en aplicar de forma general fórmulas de trigonometría esférica para la obtención de distancias lunares y por facilitar tablas auxiliares con este propósito.

## Benefactor en Cambridge
Dunthorne planificó y financió la construcción de un observatorio en 1765, situado en la Shrewsbury Gate del Saint John's College (Cambridge). También donó instrumentos astronómicos a la Universidad. El observatorio fue clausurado en 1859.
Un contemporáneo, el reverendo William Ludlam (a cargo del observatorio Universitario de St. John en 1767), describió a Dunthorne como una persona que "sin el beneficio de una educación académica, había llegado a una gran perfección en muchas ramas del saber, y particularmente en Astronomía, perfección digna del más orgulloso Profesor de cualquier Universidad . . .  A la excelencia en su profesión, unía una generosidad sin límite en su ejercicio."
Dunthorne murió en Cambridge.

## Eponimia
- El cráter lunar Dunthorne lleva este nombre en su memoria.

## Publicaciones
- Richard Dunthorne (1739), Practical Astronomy of the Moon: or, new Tables... Exactly constructed from Sir Isaac Newton's Theory, as published by Dr Gregory in his Astronomy, London & Oxford, 1739.
- Richard Dunthorne (1746), "A Letter from Mr. Richard Dunthorne, to the Rev. (enlace roto disponible en Internet Archive; véase el historial, la primera versión y la última). Mr. Charles Mason, F. R. S. and Woodwardian Professor of Nat. (enlace roto disponible en Internet Archive; véase el historial, la primera versión y la última). Hist. at Cambridge, concerning the Moon's Motion" (enlace roto disponible en Internet Archive; véase el historial, la primera versión y la última)., Philosophical Transactions, Volume 44 (1746), pp.412–420.
- Richard Dunthorne (1749), "A Letter from the Rev. Archivado el 23 de junio de 2020 en Wayback Machine. Mr. Richard Dunthorne to the Reverend Mr. Richard Mason F. R. S. and Keeper of the Wood-Wardian Museum at Cambridge, concerning the Acceleration of the Moon" Archivado el 23 de junio de 2020 en Wayback Machine., Philosophical Transactions (1683–1775), Vol. 46 (1749–1750) No. 492, pp. 162–172.
 -- also given in Philosophical Transactions (abridgements) (1809), vol.9 (for 1744–49), p669-675 as "On the Acceleration of the Moon, by the Rev. Richard Dunthorne".
- Richard Dunthorne (1751), "A Letter from Mr. Rich. Dunthorne to the Rev. Dr. Long, F. R. S. Master of Pembroke-Hall in Cambridge, and Lowndes's Professor of Astronomy and Geometry in That University, concerning Comets", Philosophical Transactions (1683–1775), Volume 47 (1751), pp. 281–288.
- Richard Dunthorne (1761), "Elements of New Tables of the Motions of Jupiter's Satellites: In a Letter to the Reverend Charles Mason, D. D. Woodwardian Professor in the University of Cambridge, and F. R. S. from Mr. Richard Dunthorne", Philosophical Transactions (1683–1775), Volume 52 (1761), pp. 105–107.